# Agathla
Agathla, též Agathla Peak, navažsky Aghaałą́, španělsky El Capitan (nezaměňovat se skalní stěnou El Capitan v Yosemitském údolí v Kalifornii) je nápadný skalní suk, který se nachází 11 km (7 mil) severním směrem od městečka Kayenta (navažsky Tó Dínéeshzhee, respektive Toh-Den-Nas-Shai) v Navaho County v americkém státě Arizona.

## Název
Navahové skálu pojmenovali Aghaałą́, což v překladu znamená "hodně vlny" pravděpodobně kvůli hojnému výskytu jelenů a další kožešinové zvěře v této oblasti. Františkánský duchovní Berard Haile (1874–1961), který se zabýval antropologií a historií Navahů, tento výrazný skalní suk nazval Agathla Needle. Agathla je kultovním a posvátným místem Navahů.

## Geologický původ, geografie a geomorfologie

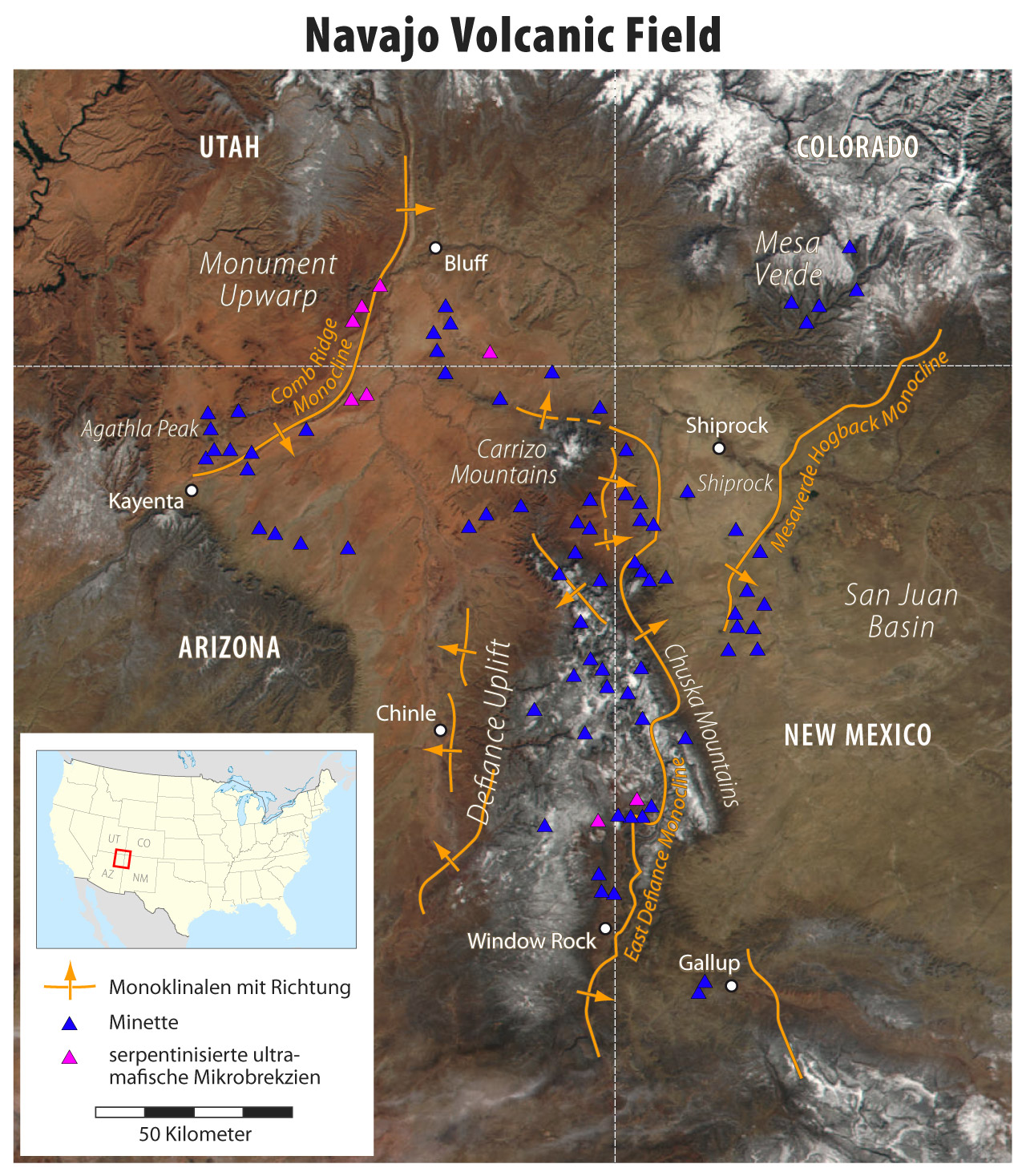
Mapa Navajo Volcanic Fields s vyznačením skalních útvarů Agathla a Shiprock

Agathla, podobně jako Shiprock a další skalní suky v oblasti tzv. Navajo Volcanic Fields na území Colorado Plateau, patří k pozůstatkům rozsáhlé vulkanické aktivity, která se zde odehrávala před zhruba 25 - 27 milióny let. Uvedený skalní suk je obnaženou magmatickou diatrémou, tj. vulkanickým přívodovým kanálem neboli sopouchem, vyplněným vulkanickou brekcií a minetou. Tento magmatický sopouch byl v průběhu miliónů let vypreparován erozí a zvětráváním.
Skalní suk Agathla se na území Navažské indiánské rezervace ( Navajo Indian Reservation) osaměle tyčí do výšky 457 metrů (1500 stop) nad okolním pouštním terénem zhruba 30 km směrem na jih od Monument Valley. Nejbližším vrcholem v této oblasti Colorado Plateau je 19,7 vzdálený Black Mesa High Point  (2491 m n. m.). Na území Navajo Volcanic Fields jsou Agathla a Shiprock vrcholy s největší prominencí.

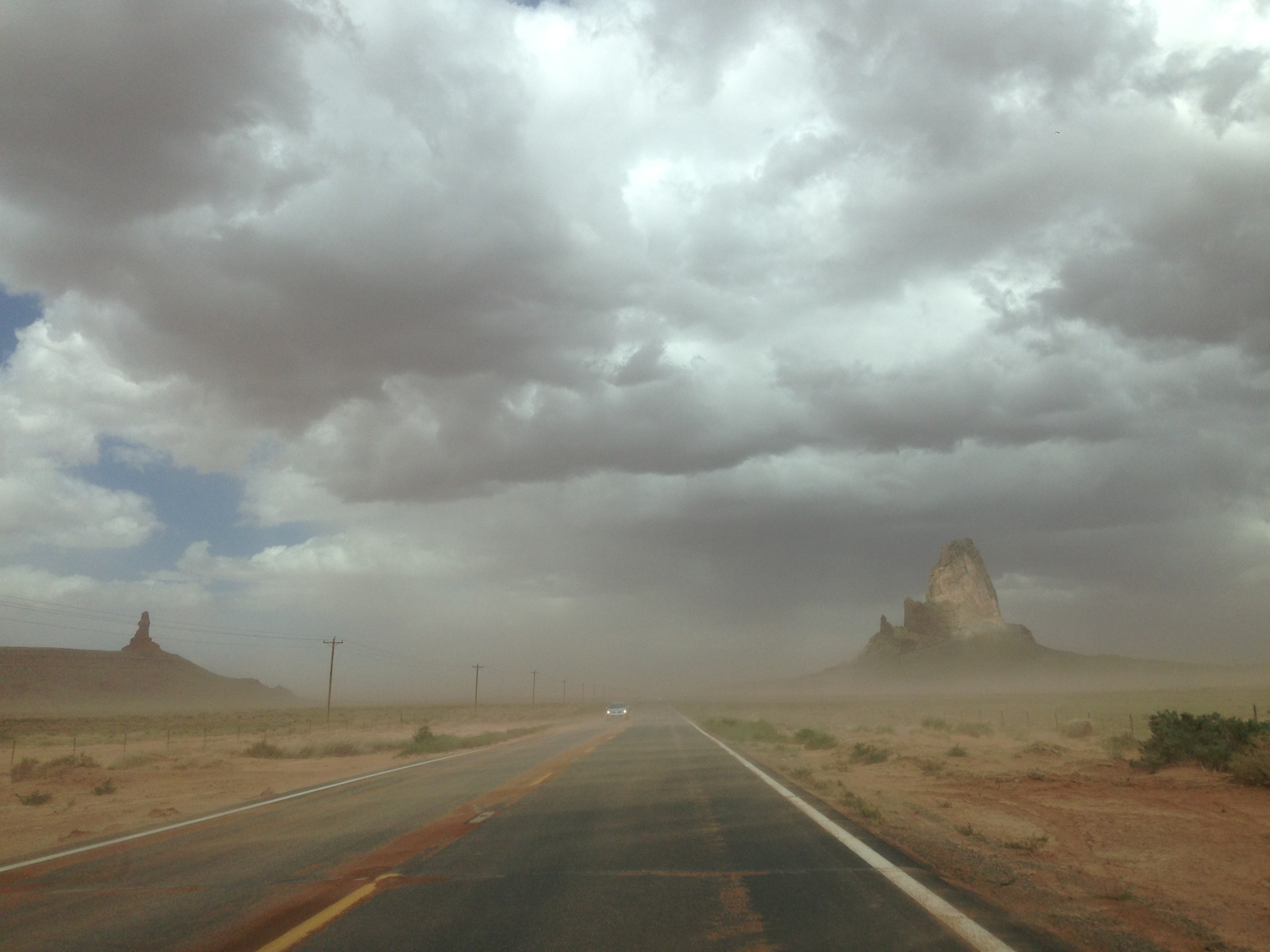
Pohled na Agathlu a protější skalní jehlu ze silnice US 163

## Dostupnost
Ve vzdálenosti pouhého jednoho kilometru od Agathly vede státní silnice US 163, která směřuje z Kayenty na sever k Monument Valley a k řece San Juan River. Kromě pozemních komunikací, umožňujících spojení s dalšími obcemi a městy v zemi, je v Kayentě, která je správním střediskem tohoto navažského území, též místní letiště.

### Horolezectví
Agathla je evidována jako horolezecká lokalita. Na skalním suku jsou známy horolezecké cesty od obtížnosti stupně 3 až po 5 či 6, problém zde však představuje špatná kvalita a lámavost skály.